# Вергил Бангеов
Вергил М. Бангеов е български политик от БКП, кмет на Дупница.

## Биография
Вергил Бангеов е роден през 1935 година в дупнишкото село Кочериново. Член е на БКП и от 1974 година е кмет на Дупница. По време на управлението му е узаконен нов градоустройствен план. Построява училището „Паисий Хилендарски“, строят се студентско общежитие, младежки дом и пътен възел „Байкал“, заедно с тунелите под местността „Кулата“. Мандатът на Бангоев изтича през 1977 година.